# Gailard Sartain
Gailard Sartain (Tulsa, 18 settembre 1946 – Tulsa, 17 giugno 2025) è stato un attore statunitense.

## Filmografia parziale

### Cinema
- The Buddy Holly Story, regia di Steve Rash (1978)
- The Hollywood Knights, regia di Floyd Mutrux (1980)
- Paese selvaggio (Hard Country), regia di David Greene (1981)
- L'esperimento (Endangered Species), regia di Alan Rudolph (1982)
- I ragazzi della 56ª strada (The Outsiders), regia di Francis Ford Coppola (1983)
- Ho sposato un fantasma (All of Me), regia di Carl Reiner (1984)
- Ernesto - Guai in campeggio (Ernest Goes to Camp), regia di John R. Cherry III (1987)
- Mississippi Burning - Le radici dell'odio (Mississippi Burning), regia di Alan Parker (1988)
- Scandalo Blaze (Blaze), regia di Ron Shelton (1989)
- Rischiose abitudini (The Grifters), regia di Stephen Frears (1990)
- Pomodori verdi fritti alla fermata del treno (Fried Green Tomatoes), regia di Jon Avnet (1991)
- Indiziato di reato - Guilty by Suspicion (Guilty by Suspicion), regia di Irwin Winkler (1991)
- Fermati, o mamma spara (Stop! Or My Mom Will Shoot), regia di Roger Spottiswoode (1992)
- Equinox, regia di Alan Rudolph (1992)
- Una bionda tutta d'oro (The Real McCoy), regia di Russell Mulcahy (1993)
- Amnesia investigativa (Clean Slate), regia di Mick Jackson (1994)
- Papà ti aggiusto io! (Getting Even with Dad), regia di  Howard Deutch (1994)
- Ciao Julia, sono Kevin (Speechless), regia di Ron Underwood (1994)
- Wagons East!, regia di Peter Markle (1994)
- La ragazza di Spitfire Grill (The Spitfire Grill), regia di Lee David Zlotoff (1996)
- The Patriot, regia di Dean Semler (1998)
- Tutte le nuove avventure di Stanlio & Ollio "Per amore o per mummia" (The All New Adventures of Laurel & Hardy in For Love or Mummy), regia di Paul Weiland (1999)
- Le riserve (The Replacements), regia di Howard Deutch (2000)
- Elizabethtown, regia di Cameron Crowe (2005)

### Televisione
- Hazzard (The Dukes of Hazzard) – serie TV, episodio 6x05 (1983)
- Walker Texas Ranger – serie TV, episodi 1x01-1x02 (1993)
- Chicago Hope – serie TV, episodio 2x07 (1995)
- I pirati di Silicon Valley (Pirates of Silicon Valley), regia di Martyn Burke – film TV (1999)

## Doppiatori italiani
Nelle versioni in italiano delle opere in cui ha recitato, Gailard Sartain è stato doppiato da:
- Giorgio Lopez in Mississippi Burning - Le radici dell'odio, Walker Texas Ranger
- Alessandro Rossi in Fermati, o mamma spara, Equinox
- Vittorio Amandola in Le riserve
- Renato Cecchetto in Papà ti aggiusto io!
- Gianni Vagliani in Amnesia investigativa
- Renato Mori in Indiziato di reato - Guilty by Suspicion
- Roberto Del Giudice in Pomodori verdi fritti alla fermata del treno
- Mario Bardella in Scandalo Blaze
- Eugenio Marinelli in La ragazza di Spitfire Grill
- Angelo Nicotra in The Patriot
- Claudio Fattoretto in Ho sposato un fantasma